# 2300 Stebbins
2300 Stebbins је астероид главног астероидног појаса чија средња удаљеност од Сунца износи 2,836 астрономских јединица (АЈ).
Апсолутна магнитуда астероида је 11,9.